# Stellprobe
Die Stellprobe (veraltet auch Arrangierprobe) im Theater ist eine Probe, bei der die Gänge, Stellungen, Haltungen der Personen auf der Bühne festgelegt werden.
Die Stellprobe folgt traditionell auf die Leseprobe, in der das Drama mit verteilten Rollen meist sitzend gelesen wird (vgl. die Sitzprobe in der Oper). In der Theaterpraxis des 19. Jahrhunderts mussten oft drei Proben für eine Neueinstudierung genügen: Leseprobe, Stellprobe (Hauptprobe) und Generalprobe. Nach der Theatergeschichte von Peter Simhandl wurde dieses Modell zuerst von Christian Dietrich Grabbe am Theater Düsseldorf eingeführt. – Für alles Weitere waren die Schauspieler selbst verantwortlich. Eine Inszenierung im heutigen Sinn gab es noch nicht. Der Übergang einer Stellprobe zur Choreografie war fließend.
Seit dem Bühnennaturalismus und der verstärkten Bedeutung der Theaterregie ist die Stellprobe (zumindest im Schauspiel) einem längeren Probenprozess gewichen, bei dem versucht wird, die Bewegungen der Figuren nicht äußerlich festzulegen, sondern aus ihren Emotionen und dem Zusammenspiel zu entwickeln. Bei Zeitnot und in der Oper, die häufig Umbesetzungen erfordert, sind Stellproben noch heute an der Tagesordnung. Ebenso während der Dreharbeiten im Film, die eine wesentlich kürzere Probezeit erfordern als das Theater und wo die Darsteller sich nach vielen technischen Details richten müssen.
Das Regiebuch, in dem die Gänge und Positionen der Darsteller eingezeichnet sind, hilft als Grundlage bei Stellproben, vor allem bei Wiederaufnahmen.